# شهرستان سیوتو (اوهایو)
شهرستان سیوتو، اوهایو (به انگلیسی: Scioto County, Ohio) یک سکونتگاه مسکونی در ایالات متحده آمریکا است که در اوهایو واقع شده‌است.